# Dangereuse Séduction (film, 2007)
Pour les articles homonymes, voir Dangereuse Séduction.
Pour plus de détails, voir Fiche technique et Distribution.
Dangereuse Séduction ou Parfait inconnu au Québec (Perfect Stranger) est un film américain réalisé par James Foley et sorti en 2007.

## Synopsis
Après le meurtre non résolu de Grace, une amie d'enfance, Rowena Price (Halle Berry), journaliste d'investigation au journal New York City, décide de mener sa propre enquête. Sa recherche la mène sur Internet où, sous l'identité virtuelle de Veronica, elle flirte avec le suspect de ce meurtre, Harrison Hill (Bruce Willis), un magnat de la publicité. Afin d'approcher encore plus ce puissant et énigmatique personnage, elle se fait embaucher comme intérimaire dans son agence de publicité.
Elle « jongle » avec ses deux personnalités, à la recherche de tous les signes de culpabilité ou de faiblesse chez Harrison Hill.
À la suite d'une imprudence, Harrison Hill se rend compte du double jeu de Rowena. Les charges s'accumulent contre lui et le font condamner.

## Fiche technique
- Titre original : Perfect Stranger
- Titres français : Dangereuse Séduction (France) et Parfait Inconnu (Québec)
- Réalisation : James Foley
- Scénario : Todd Komarnicki, Jon Bokenkamp
- Production : Elaine Goldsmith-Thomas (de), Stephanie Langhoff (en), Daniel A. Thomas
- Sociétés de production : Revolution Studios
- Sociétés de distribution : Columbia Pictures, Buena Vista International
- Musique : Antonio Pinto
- Photographie : Anastas N. Michos (de)
- Montage : Christopher Tellefsen (en)
- Décors : Bill Groom (it) (chef décorateur), Susan Bode (en) (décoratrice)
- Costumes : Renee Ehrlich Kalfus (it)
- Directeur artistique : Charley Beal
- Pays de production :  États-Unis
- Langue : anglais
- Format : Couleur • 35 mm • 2,35:1 • Dolby Digital
- Genre : Thriller
- Durée : 109 minutes
- Dates de sortie[1][réf. non conforme] :
  - Belgique, France, Suisse romande : 11 avril 2007
  - Canada, États-Unis : 13 avril 2007
- Interdictions :
  -  Canada (Québec) : interdit aux moins de 13 ans[2][réf. non conforme]
  - États-Unis : R for Sexual content, nudity, some disturbing violent images and language[3]

## Distribution
|                                                                               |  |  |
| Les acteurs principaux Bruce Willis et Halle Berry l'année de sortie du film. |  |  |

Légende : Version Française = VF[réf. nécessaire] et Version Québécoise = VQ
- Halle Berry (VF : Géraldine Asselin ; VQ : Isabelle Leyrolles) : Rowena Price
- Bruce Willis (VF : Patrick Poivey ; VQ : Jean-Luc Montminy) : Harrison Hill
- Giovanni Ribisi (VF : Alexis Victor ; VQ : Hugolin Chevrette) : Miles Haley
- Florencia Lozano (VQ : Valérie Gagné) : Lieutenant Karen Tejada
- Richard Portnow (VQ : Aubert Pallascio) : Narron
- Gary Dourdan  (VF : Bruno Henry) : Cameron
- Nicki Aycox (VQ : Kim Jalabert) : Grace
- Kathleen Chalfant (VQ : Élizabeth Lesieur) : Elizabeth Clayton
- Daniella van Graas (en) : Josie
- Clea Lewis (en) (VF : Véronique Alycia ; VQ : Viviane Pacal) : Gina
- Jason Antoon : Bill Patel
- Tamara Feldman (VQ : Geneviève Désilets) : Bethany
- Paula Miranda : Mia Hill
- Deirdre Lorenz (de) : Veronica
- Jared Burke : Keneth Phelps
- Patti D'Arbanville (VQ : Élise Bertrand) : Esmeralda
- Michael Tolan : le juge

## Production
Halle Berry avait déjà collaboré avec Bruce Willis et Clea Lewis. Elle rencontre Bruce, en 1991, sur le plateau du Dernier samaritain et croise Clea, en 1996, pour le tournage d'un autre thriller, Sombres Soupçons.
James Foley a filmé trois fins différentes, dans chacune, le tueur était différent.

## Accueil

### Accueil critique
Le film reçoit des critiques plutôt négatives, n'obtenant que 11% d'avis positifs, selon le site Rotten Tomatoes, qui conclut : "Malgré la présence de Halle Berry et Bruce Willis, Seducing a Stranger est trop compliqué et sa fin est irritante et superflue ; c'est un thriller sans émotion ".
Selon le site web Metacritic, les critiques ne sont positives qu'à 31% (31 commentaires dont 3 positifs).

### Box-office
Au box-office, le film déçoit également ses producteurs en ne rapportant que 24 millions de dollars aux États-Unis. Si l'on ajoute des recettes internationales un peu meilleures, ce chiffre passe à 73 millions. Il ne fait guère mieux que couvrir son budget de 60 millions de dollars.

## Distinctions
Sauf indication contraire ou complémentaire, les informations mentionnées dans cette section proviennent de la base de données IMDb,.

### Récompenses
- BET Awards 2008 : Meilleure actrice pour Halle Berry